# Contea di Fenghuang
La contea di Fenghuang (凤凰县S, Fènghuáng XiànP) è una contea della Cina, situata nella provincia di Hunan e amministrata dalla prefettura autonoma tujia e miao di Xiangxi.